# Walter Romberg (Maler)
Walter Romberg (* 16. Juli 1898 in Ulm; † 28. August 1973 in Stuttgart) war ein deutscher Maler und Radierer. Er wird wegen seiner naturgetreuen Wiedergabe der Landschafts- und Städtebilder in seinen Radierungen als der „Schwäbische Merian“ bezeichnet.

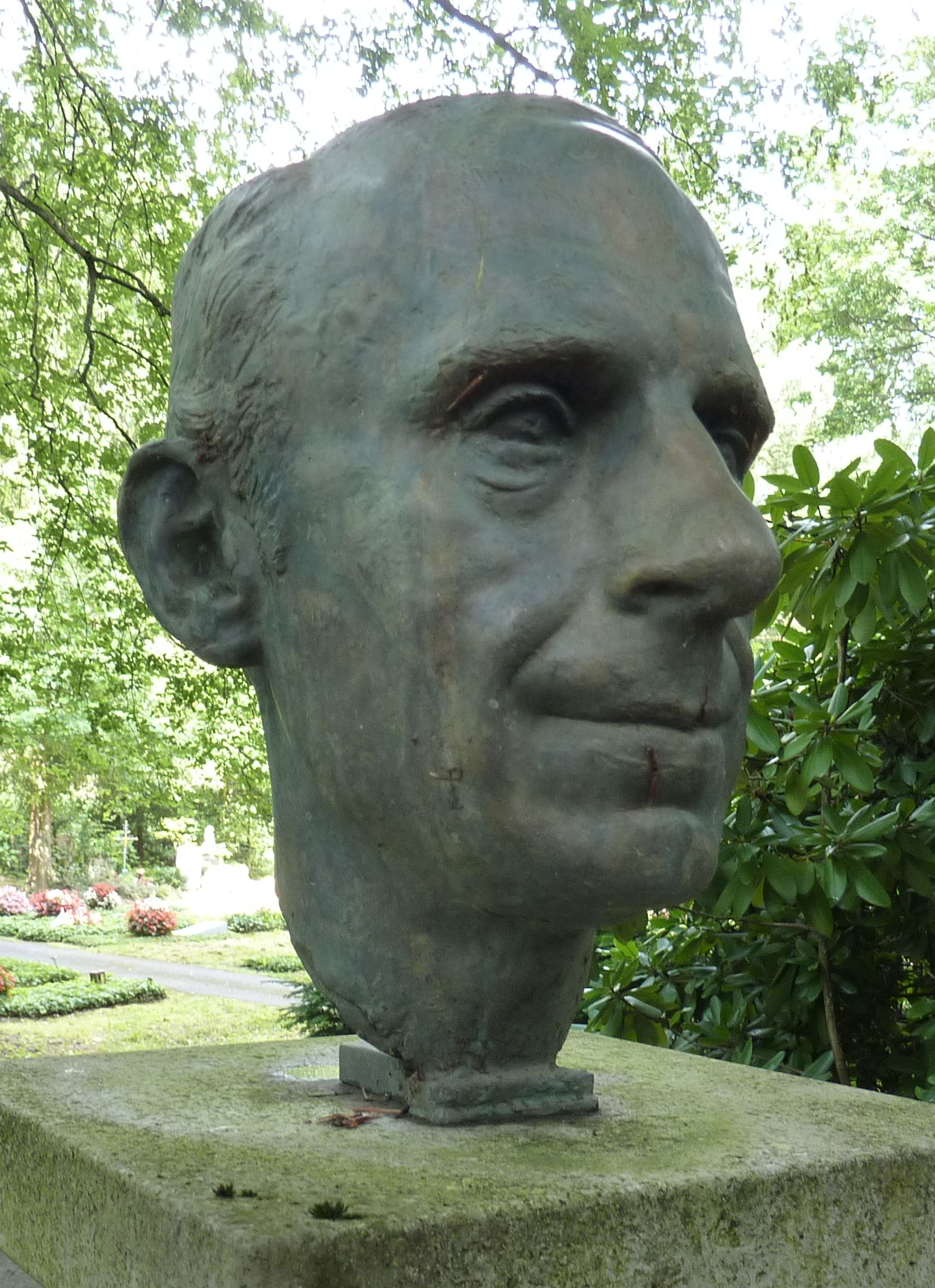
Porträtbüste von Walter Romberg

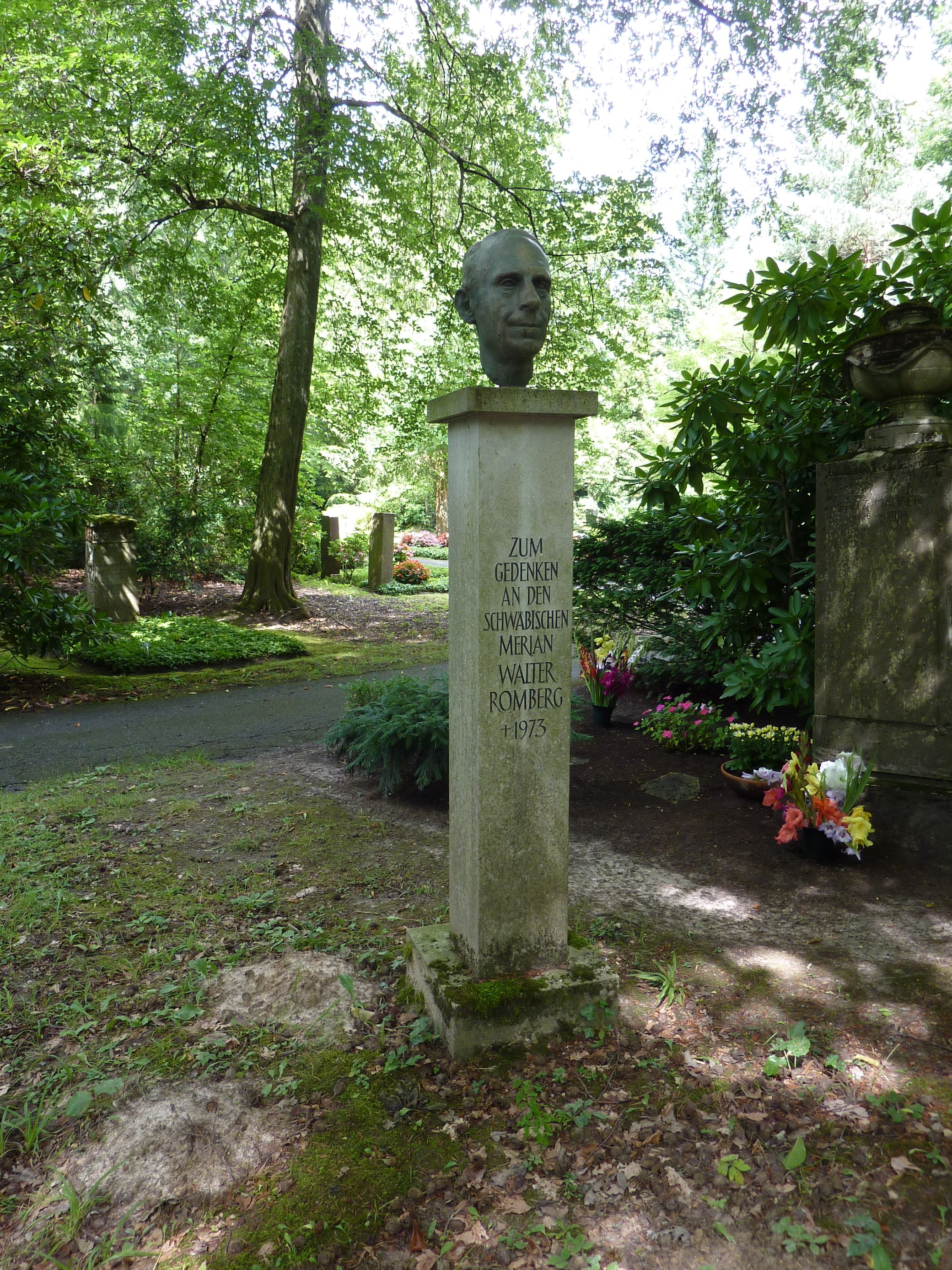
Stele auf dem Grab von Walter Romberg auf dem Waldfriedhof Stuttgart

## Leben
Nach seinen Jugendjahren in Bad Mergentheim studierte er ab dem 25. Oktober 1916 an der Akademie der Bildenden Künste in München bei Angelo Jank. Nach seiner Zeit als Soldat im Ersten Weltkrieg kehrte Walter Romberg vorerst zu Jank zurück; seine Neigung für Radierungen war schon damals vorhanden. Nach dem Ende des Ersten Weltkriegs ließ sich Walter Romberg 23-jährig als freischaffender Künstler in Stuttgart nieder, ein damals mutiger Entschluss.
Aufgrund der gemeinsamen Arbeit mit Felix Hollenberg im Verband württembergischer Künstler in Stuttgart entstand nicht nur eine enge persönliche Beziehung zwischen den beiden Männern. Hollenberg war es, der ihn in die Geheimnisse derjenigen Kunst einführt, die ihn berühmt machte: Die Radierung. Seine Motive waren hauptsächlich Landschaften, Städte und Gemeinden sowie Volkstypen aus dem bäuerlichen Umfeld. Er produzierte detailgetreue Darstellungen vieler württembergischer Orte, bevor sie im Krieg zerstört wurden oder in den Folgejahren aufgrund von Bautätigkeiten ihr ursprüngliches Gesicht verloren. Obwohl Walter Romberg in erster Linie Radierer war, der die Motive vor Ort zeichnete und dann seitenverkehrt auf eine Metallplatte übertrug, gibt es von ihm auch eine Reihe Ölbilder und Aquarelle. Sein Gesamtwerk wurde in kurzen Abständen in großen Ausstellungen gezeigt. 1927 stellte Romberg auf der Jubiläumsausstellung des Württembergischen Kunstvereins aus.
Weiteren Einfluss auf die künstlerische Entwicklung Walter Rombergs hatte der schwäbische Maler und Radierer Paul Dörr (Horb). Inwieweit und ob die dokumentierte Bekanntschaft mit Fritz Nuss (Strümpfelbach) Einfluss auf seine Arbeiten hatte, ist nicht bekannt. Schüler bei ihm war unter anderem Fritz Kohlstädt (1921–2000).
Im Zweiten Weltkrieg war Romberg u. a. in der Sowjetunion im Einsatz. Dort entstand seine Radierung „Smolensk“, die 1942 auf der Großen Deutsche Kunstausstellung in München ausgestellt wurde.
1944 wurde Walter Romberg in Stuttgart total ausgebombt und erhielt zusammen mit seiner Frau Else (geb. Ulmer) im Schloss Waldenbuch eine Notwohnung, die er bis 1951 bewohnte. In den Waldenbucher Jahren entstanden zahlreiche Zeichnungen und Radierungen mit Motiven aus Waldenbuch und seiner Umgebung mit Motiven aus der Waldenbucher Altstadt, dem Siebenmühlental (Schönbuch) und dem Schönbuch, der ihn faszinierte. Mit diesen Werken bezahlte Romberg damals teilweise seine Einkäufe bei den einheimischen Kaufleuten.
Arnulf Klett, damals Oberbürgermeister in Stuttgart, holte Romberg 1951 in die Landeshauptstadt zurück. Walter Romberg arbeitete bis 1958 im Vorstand des Stuttgarter Künstlerbunds mit.
Rombergs Würdigung als „Schwäbischer Merian“ setzte in den 1960er Jahren ein. Große Werkschauen fanden 1966 in Böblingen, 1968 in Stuttgart und 1973 in Sindelfingen statt. 1967 wurde er mit dem Bundesverdienstkreuz am Bande ausgezeichnet.
Walter Romberg wohnte bis zu seinem Tod wenige Wochen nach seinem 75. Geburtstag in Stuttgart-Sonnenberg und wurde auf dem Waldfriedhof Stuttgart bestattet.

## Ehrungen
- 1967 Bundesverdienstkreuz am Bande
- 2013 Stele in Waldenbuch, Ecke Bahnhofstraße/Hintere Seestraße[2]